# 劉漢儒 (天啓進士)
劉漢儒（1585年—1665年），字向董，號忝生，北直隸順天府大興縣（今北京市）人，明末清初政治人物，天啟年間進士。

## 生平
萬曆四十六年（1618年）戊午科舉人，天啓二年（1622年），登壬戌科進士，初任行人司行人。天啓七年，授吏科給事中。崇禎二年，升兵科右給事中、次年改刑科左給事中、吏科都給事中。崇禎四年，改太常寺少卿。此後以右僉都御史銜，四川巡撫。農民軍陷夔州，圍太平，石砫土司秦良玉率兵援救，漢儒運長慶米濟其軍，太平圍解。中書涂原練鄉勇，守梁山，擊退賊，漢儒及巡按御史党崇雅請用原以蜀人治蜀兵，崇禎帝不許，并罷漢儒。
明亡后，歸降清朝。順治元年（1644年）五月，起授都察院左副都御史。九月，順治帝車駕將至京師，群臣俱赴通州迎，漢儒疏言城守空虛，懼奸民竊發，請留重臣以鎭中外，派守兵以嚴出入，遠偵探以杜窺伺，下部知之。十一月賜鞍馬。時流賊自太原直犯井陘，始開城殺官，仍退據固關。漢儒疏言：「井陘險峻崎嶇，一夫當關，萬夫莫敵。且去正定近，倘賊兵長驅正定，無兵可恃，今宜飛檄官兵，視賊所向，或直搗其巢，或分截其路，賊可就擒。否則我兵南剿，賊已近在肘腋，土賊響應，首尾兼顧，鞭長莫及，勿謂疥癬，毋煩過慮」，下所司知之。順治二年（1645年）閏六月，疏言：「頃者南差不用南人，乃一時權宜計，今天下一統，何分南北。嗣後遇巡按差缺，除迴避本省外，酌量隔省資才堪任者，列名奏請簡用。」得旨：「各省巡按南北一體差用，但家鄉鄰近者雖隔省亦不得差。」同月，賜紗蟒衣一襲。七月，疏言十三道御史原百有二十，用以巡方糾察，我朝酌減至六十，今差務日繁，銓部竟未考滿，何以應差。請砹部速補，詔如所請。八月，御史王守履劾漢儒係大學土馮銓黨，為御史江禹緒營求招撫鄖陽，漢儒具疏辨並引病求罷。得旨：「劉漢儒無端被誣，著益盡心職掌，以振風紀。」三年，復以病乞休。康熙四年（1665年）卒，賜祭葬如例。